# Relações entre Alemanha e Paraguai
As relações entre Alemanha e Paraguai são as relações diplomáticas entre a Alemanha e o Paraguai. Ambas as nações desfrutam de relações amistosas, cuja importância se concentra na história da imigração alemã no Paraguai. Aproximadamente 300.000 paraguaios afirmam ser de origem alemã. Ambas as nações são membros das Nações Unidas.

## História

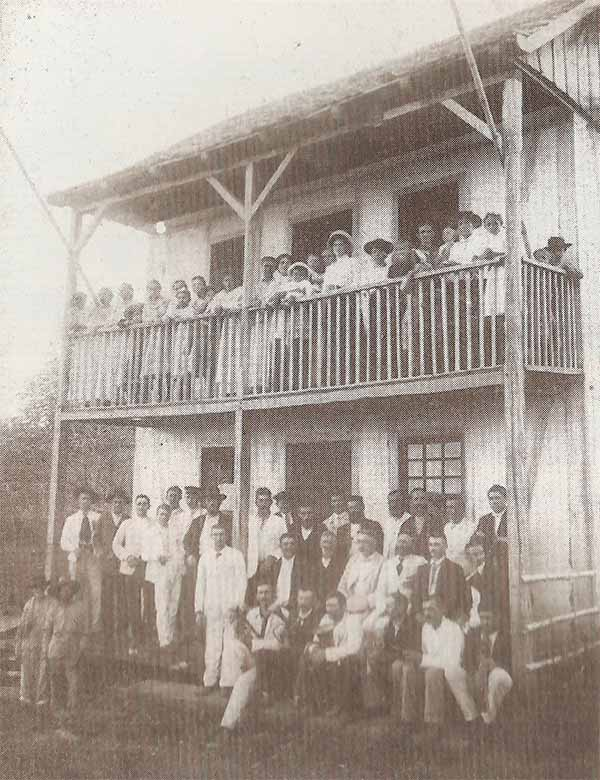
Imigrantes alemães em Hohenau, Paraguai em 1912.

O Paraguai estabeleceu relações diplomáticas com a Prússia em 1860. Após a Guerra da Tríplice Aliança com o Brasil, Argentina e Uruguai, o país perdeu até 69% de sua população, a maioria devido a doenças, fome e exaustão física, dos quais 90% eram do sexo masculino. Como resultado, o Paraguai tomou medidas para promover a imigração para o país. Várias comunidades da Europa e Ásia tomaram a iniciativa de se estabelecer no Paraguai. Um dos primeiros grupos foi um grupo de alemães liderados por Bernhard Förster e Elisabeth Förster-Nietzsche (irmã do filósofo alemão Friedrich Nietzsche) que chegaram ao Paraguai em 1887 com 14 famílias alemãs para estabelecer e criar uma comunidade modelo no Novo Mundo, e demonstrar a supremacia da cultura e sociedade alemã. O assentamento em que se estabeleceram foi nomeado de Nueva Germania. O assentamento não durou muito e várias pessoas retornaram à Alemanha. No entanto, muitos ficaram e seus descendentes e filhos permanecem hoje no Paraguai. Grupos posteriores de menonitas chegaram ao Paraguai e se estabeleceram na região do Grande Chaco do país.
Em 1922, a Alemanha abriu uma delegação diplomática em Assunção. Durante o período entreguerras, houve várias outras ondas de imigração alemã no país. Durante a Segunda Guerra Mundial, o Paraguai foi inicialmente a favor das potências do Eixo, no entanto, devido à pressão internacional, o Paraguai declarou guerra às potências do Eixo em fevereiro de 1945. Durante a guerra, o Paraguai foi um importante ponto de entrada para espionagem alemã durante a Operação Bolívar.  Após a guerra, o Paraguai recebeu vários nazistas no país, escapando da captura e do julgamento internacional. Nazistas notáveis como Eduard Roschmann e Josef Mengele haviam se mudado para o Paraguai. Em 1959, Josef Mengele naturalizou-se como cidadão paraguaio e residiu na cidade de Hohenau, perto da fronteira com a Argentina.
Em 1954, a Alemanha Ocidental abriu uma embaixada em Assunção. Neste mesmo ano, Alfredo Stroessner se tornou Presidente do Paraguai. Stroessner era de origem alemã por parte do pai e governou o Paraguai por 35 anos. Seu tempo no governo ficou conhecido como El Stronato. Stroessner manteve laços políticos estreitos com a Alemanha Ocidental e fez várias visitas ao país. No entanto, as relações entre a Alemanha Ocidental e Stroessner se deterioraram quando o governo alemão o pressionou a parar de exilar os criminosos de guerra nazistas no Paraguai. Em 1964, a Alemanha Ocidental pediu a Stroessner para extraditar Mengele, mas Stroessner recusou e afirmou que o Paraguai não extradita seus cidadãos. Em fevereiro de 1989, Stroessner foi derrubado do poder por um golpe de estado e as relações entre a Alemanha Ocidental e o Paraguai foram retomadas mais uma vez.
Após a reunificação alemã, a Alemanha continuou a ajudar o Paraguai no caminho da democracia, bem como em suas investigações sobre as violações dos direitos humanos cometidas durante a ditadura de Stroessner. A agência de desenvolvimento alemã, GIZ, desenvolveu vários projetos relacionados ao desenvolvimento no Paraguai. Além disso, os líderes de ambas as nações se reuniram em várias ocasiões e assinaram vários acordos bilaterais. Em maio de 2019, o ministro das Relações Exteriores do Paraguai, Luis Alberto Castiglioni, visitou a Alemanha e se encontrou com o ministro das Relações Exteriores da Alemanha, Heiko Maas. Durante sua visita, o ministro Castiglioni solicitou o apoio contínuo da Alemanha para fortalecer o estado de direito, bolsas de estudos para programas especializados e assistência no combate ao desmatamento e mudanças climáticas no Paraguai.

## Comércio

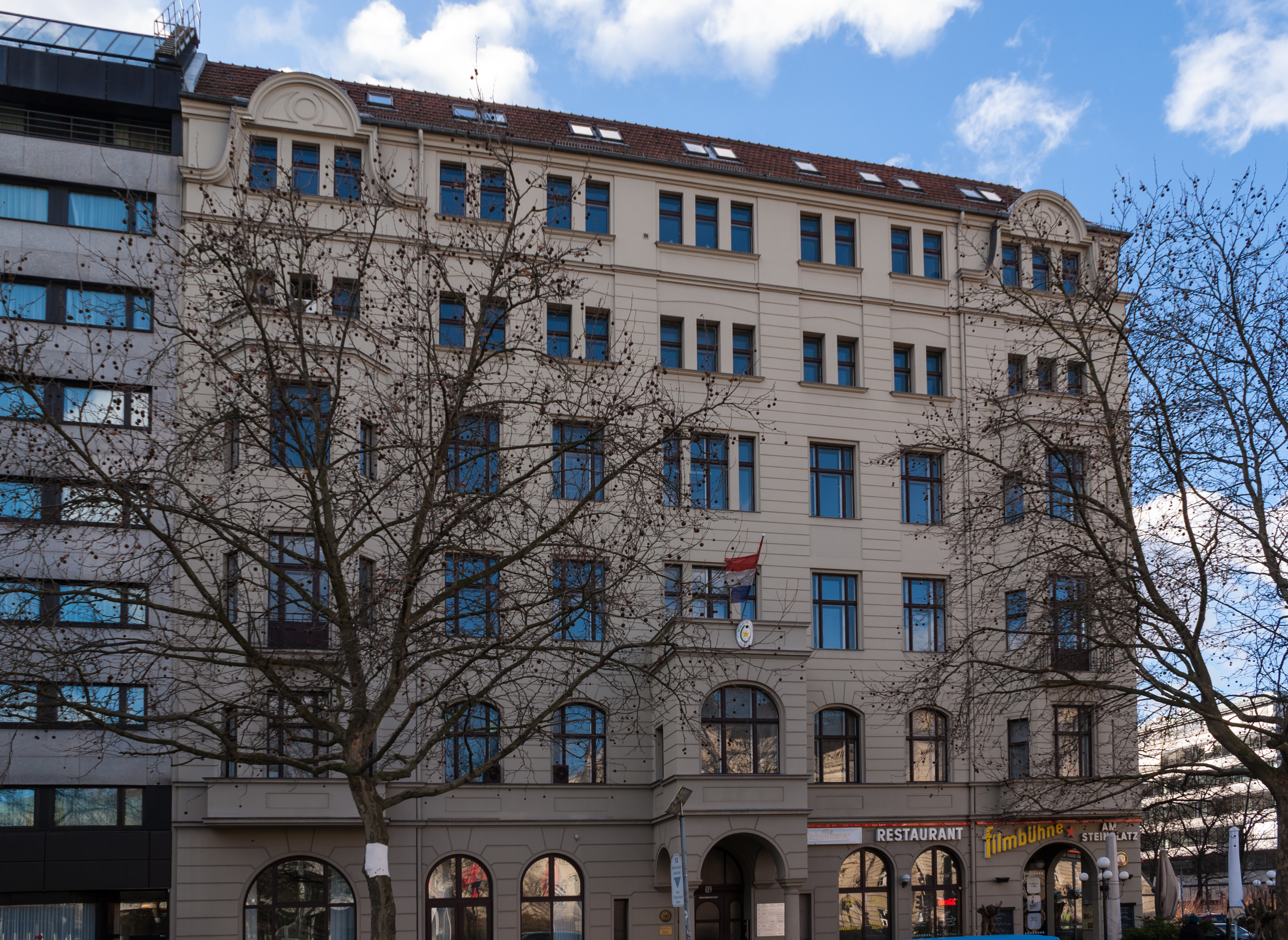
Embaixada do Paraguai em Berlim.

Em 2019, o comércio entre os dois países totalizou € 270 milhões de euros. As principais exportações da Alemanha para o Paraguai incluem: peças de veículos, máquinas e produtos químicos. As principais exportações do Paraguai para a Alemanha incluem: matérias-primas, principalmente oleaginosas e frutos oleaginosos. Os principais focos da cooperação alemã com o Paraguai são o desenvolvimento rural e a gestão sustentável de seus recursos naturais.

## Missões diplomáticas
- A Alemanha tem uma embaixada em Assunção.[10]
- O Paraguai tem uma embaixada em Berlim e um consulado-geral em Frankfurt am Main.[11]